# Leandro Grimi
Leandro Damián Marcelo Grimi (San Lorenzo, 9 de fevereiro de 1985) é um ex-futebolista argentino que atuava como lateral-esquerdo.

## Carreira

### Huracán
Começou a carreira profissional no Huracán da Argentina, na época 2004/2005, com 19 anos.

### Racing
Em 2006 transferiu-se para o Racing Club de Avellaneda, pela quantia de 13 milhões de euros. Foi eleito o melhor jogador jovem do Mundo.

### Milan
Na janela de mercado de inverno assinou com o AC Milan, clube que desembolsou 45 milhões de euros pelo seu passe.
O primeiro jogo com a camisola rossoneri foi num amigável contra Birkirkara FC. A sua estreia oficial deu-se com Arezzo da Série B, jogo a contar para a taça de itália.

### Siena
No inicio da época de 2007/2008, o jogador era bom demais para o Ac Milan. Foi emprestado ao Siena da Série A. 

### Sporting
Em Janeiro de 2008, chega ao Sporting, emprestado pelo Milan, com uma opção de compra a rondar os três mil milhões de euros.
Chegou a Alvalade e estreou-se com a camisola do Sporting em partida para a Taça de Portugal, a titular, contra o SL Benfica . Fez uma assistência para o golo do Liédson na estreia. 
No início da pré-temporada da época 2008/2009 o Sporting adquiriu 65% do passe do jogador por 2,5 milhões de euros, garantindo desta forma a sua contratação definitiva durante 5 anos (até 2013).

### K.R.C. Genk
Após a chegada de Evaldo Fabiano em 2010 , do SC Braga , Grimi foi pouco aproveitado pelo Sporting, tendo jogado apenas quatro partidas oficiais durante a temporada 2010-11 (duas no campeonato, em um total de 253 minutos), e sendo emprestado no último dia da janela de transferências de verão 2011, para o KRC Genk .